# Chikkereyur, Heggadadevankote
Chikkereyur là một làng thuộc tehsil Heggadadevankote, huyện Mysore, bang Karnataka, Ấn Độ.